# Acid ioglycamic
Axit ioglycamic là một phân tử được sử dụng làm thuốc cản quang.